# Moschea del Profeta
La moschea del Profeta (in arabo المسجد النبوي‎? al-Masjid al-Nabawi) è la seconda moschea più sacra per l'Islam (a Medina, Arabia Saudita). Questa sorge sul luogo in cui, fin dal 622, Maometto fece edificare un locale destinato alla preghiera, attiguo alla stessa abitazione costruitagli non appena giunto a Medina (allora Yathrib).

## Origine
I musulmani, morto il loro Profeta, lo seppellirono all'interno della stanza di sua moglie ʿĀʾisha (tra le cui braccia egli era deceduto) e il fatto che accanto alla sua sepoltura fossero più tardi inumati il primo califfo Abū Bakr e il secondo capo dei credenti, ʿUmar b. al-Khaṭṭāb rese il sito talmente sacro da indurre presto a lavori di ampliamento e di abbellimento dell'attigua moschea. L'elemento architettonico più importante della moschea del Profeta è la Cupola Verde che sovrasta il centro della moschea e le sottostanti tombe del profeta e dei suoi primi due successori. Non si sa indicare con certezza la data della sua edificazione, ma manoscritti dei primi del XII secolo parlano e descrivono con precisione la cupola, che è nota come cupola del Profeta o cupola Verde.
La costruzione originale era invece senza tetto mentre per il minbar sappiamo che fu usato il legno del bosco di tamerici della vicina località di Ghāba. La pianta di origine della struttura (30×35 m all'incirca), con la sua muṣallā (oratorio) rettangolare, servì comunque come riferimento per le successive moschee. Fu usato legno di palma, mentre i muri erano di fango. A essa si accedeva attraverso tre porte: la porta della Misericordia (Bāb al-Raḥma) a sud, la porta di Gabriele (Bāb Jibrīl) a ovest e la porta delle Donne (Bāb al-Nisāʾ) a est.
La moschea servì anche alla comunità come luogo di convegno per discutere le più rilevanti questioni e come luogo di insegnamento ed era presente un piano leggermente rialzato che serviva a coloro che si accostava allo studio del Corano.

## Storia
All'interno della moschea, verso sud, Maometto creò una zona ombreggiata, chiamata ṣuffa, allineata verso la qibla per potere assolvere l'obbligo della preghiera obbligatoria, dal momento che fino a una certa data l'orientamento era verso Gerusalemme e, quindi, verso nord. Quando la qibla fu cambiata verso la Kaʿba di La Mecca, la moschea fu opportunamente riorientata verso sud. Già sette anni dopo la morte di Maometto, la moschea dovette essere raddoppiata per accogliere l'accresciuto numero di nuovi fedeli musulmani.
I successivi governanti continuarono nei secoli l'opera di ampliamento e di abbellimento della moschea. Nel 707 il califfo omayyade al-Walīd ibn ʿAbd al-Malik (705-715) sostituì la struttura originaria, edificata con materiale assai povero e facilmente deperibile, con una nuova struttura, che incorporò la tomba di Maometto e dei due primi califfi. La moschea era allora di 84×100 metri, con pietre di fondamento e un tetto ligneo sostenuto da colonne di pietra. I muri della moschea furono decorati da mosaici messi in opera da maestranze copte e greche, e simili a quelli che si possono liberamente ammirare nella coeva Moschea degli Omayyadi di Damasco (costruita dallo stesso al-Walīd I) e nella Moschea della Roccia di Gerusalemme (costruita da ʿAbd al-Malik ibn Marwān). Il cortile antistante la muṣalla era circondato sui quattro lati da logge, con quattro minareti agli angoli. Un miḥrāb sovrastato da una piccola cupola, fu edificato nel muro della qibla.
Il califfo abbaside al-Mahdī (775-785) sostituì la sezione settentrionale della moschea di al-Walīd I tra il 778 e il 781 per consentire un ulteriore ampliamento. Aggiunse anche venti porte di accesso alla moschea: otto per la parte orientale e occidentale e quattro per il muro rivolto a settentrione.
Durante il regno del sultano mamelucco Qalawun fu eretta una cupola al di sopra della tomba del Profeta e una fontana per abluzioni fu costruita al di fuori della Bāb al-Salām. Il sultano al-Nasir Muhammad ricostruì il quarto minareto che era andato distrutto qualche tempo prima. Dopo che un fulmine aveva danneggiato gran parte della moschea nel 1481, il sultano Qaytbay riedificò i muri orientale, occidentale e quello della qibla.
I sultani ottomani che ebbero il controllo di Medina dal 1517 (anno della loro vittoria sui mamelucchi) fino al termine della prima guerra mondiale, fecero la loro parte. Il sultano Solimano il Magnifico (1520-1566) ricostruì i muri occidentale e orientale della moschea ed edificò il minareto di nord-est, che sarà conosciuto da allora con il nome di al-Sulaymāniyya. Aggiunse un nuovo mihrāb (al-Ahnāf) vicino al mihrāb del Profeta (al-Shāfiʿiyya) e collocò una nuova cupola coperta di lastre di piombo, dipinta di verde, al di sopra dell'abitazione e della tomba di Maometto.
Durante il regno del sultano ottomano Abdul Mejid I (1839-1861), la moschea fu interamente ristrutturata, con la sola eccezione della tomba di Maometto, dei tre mihrāb, del minbar e del minareto al-Sulaymāniyya. L'area sacra fu allargata per includervi la zona per le abluzioni a nord. La sala di preghiera (muṣallā) a sud fu raddoppiata in larghezza e fu coperta da numerose cupolette di identica misura, salvo per le cupole che coprivano la superficie del mihrāb, la Bāb al-Salām e la tomba di Maometto. Le cupole furono decorate con versetti del Corano e con versi della notissima poesia della Qaṣīdat al-Burda (Poema del Mantello), del poeta arabo del XIII secolo al-Būsīrī. Il muro della qibla fu coperto con tessere vitree che riproducevano con eleganti stili calligrafici versetti coranici. I pavimenti della muṣallā e i cortili furono pavimentati con il marmo e pietre rosse, mentre un quinto minareto (al-Majīdiyya), fu eretto a ovest del recinto sacro.
Dopo la creazione del regno dell'Arabia Saudita nel 1932, la moschea del Profeta subì massicci (e talora criticati) rifacimenti. Nel 1951 il re Abd al-Aziz ibn Sa'ud (1932-1953) ordinò di demolire ciò che circondava la moschea per fare spazio a nuovi settori a est e a ovest della muṣalla, facendo erigere colonne in cemento armato con archi a sesto acuto. Le colonne più antiche furono rinforzate con calcestruzzo e furono fortificate con anelli di rame. I minareti al-Sulaymāniyya e al-Majīdiyya furono sostituiti da due minareti in stile mamelucco. Due ulteriori minareti furono eretti a nord-est e a nord-ovest della moschea. Una biblioteca fu costruita lungo il muro occidentale per ospitare corani storici e altri testi di interesse religioso.
Nel 1973 il re saudita Faysal dell'Arabia Saudita ordinò la costruzione di ripari temporanei per alloggiare a occidente della moschea il crescente numero di operai e artigiani. La vecchia moschea fu circondata da nuove aree idonee alla preghiera, quintuplicando complessivamente gli spazi precedentemente esistenti.
Le ultime modifiche hanno avuto luogo durante il regno del re Fahd e hanno notevolmente incrementato l'ampiezza della moschea, consentendo l'afflusso di un gran numero di devoti e pellegrini, consentendo loro comodità moderne come l'aria condizionata. Fahd fece anche installare ventisette cupolette mobili sul tetto della moschea del Profeta.

## Descrizione

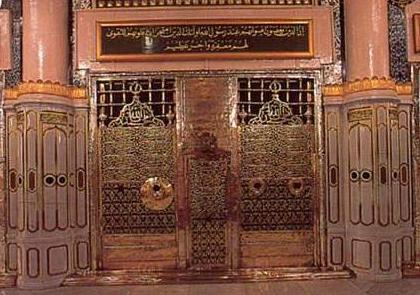
A sinistra la porta con la stanza di Maometto e Aisha, a destra Umar e Abū Bakr. Il sepolcro si trova all'interno della Moschea del Profeta di Medina.

Oggi la moschea del Profeta ha una pianta rettangolare su due piani, con la muṣalla ottomana che si allunga verso sud. La sala principale di preghiera occupa l'intero primo piano. Il perimetro della moschea è cento volte maggiore della prima moschea fatta costruire da Maometto e può accogliere oltre mezzo milione di devoti.
La moschea del Profeta ha un piano sovrastato da ventiquattro cupolette dalla base quadrata. Aperture sono praticate alla base di ogni cupola, illuminata al suo interno. Il piano è usato per la preghiera durante i periodi di maggiore affluenza (il mese di Dhu l-Hijja), allorché le 24 cupolette scivolano sui loro binari per ombreggiare le sottostanti aree, fornendo fonti di luce per la sala per la preghiera. In queste occasioni, il cortile della moschea ottomana è anche ombreggiato con appositi tendaggi che sono collegati alle colonne, lasciando del tutto sgombero il sottostante pavimento. Al piano si accede tramite scale e ascensori. L'area pavimentata attorno alla moschea è parimenti usata per la preghiera ed è equipaggiata anch'essa da tendaggi che forniscono all'occorrenza l'ombra.
La facciata settentrionale ha tre ampi portici di dimensioni identiche, mentre la facciata orientale, occidentale e meridionale ne hanno due. I muri ospitano una serie di finestrature sovrastate da archi a sesto acuto, con conci rastremati bianchi e neri. Vi sono sei minareti perimetrali annessi alla nuova estensione della moschea, e quattro altri che fanno parte della struttura di età ottomana. Tutti hanno un'altezza superiore ai cento metri, con un massimo di centocinque metri. La moschea è decorata generosamente con marmi e pietre policromi. Le colonne sono di marmo bianco con capitelli di ottone che sostengono sottili archi a sesto acuto, per i quali sono stati utilizzati marmi e pietre di color nero e bianco. La base delle colonne ha una griglia di ventilazione che consente di regolare la temperatura all'interno della sala di preghiera.
Questa rilucente moschea del Profeta ingloba l'antica al suo interno. Le due sezioni possono essere agevolmente distinte: la più antica ha molte decorazioni colorate e numerosi piccoli pilastri; la nuova sezione è invece in marmo bianco scintillante ed è completamente climatizzata.

## Al-Rawda al-Nabawiyya
Il cuore degli ambienti che costituiscono la moschea è costituito dalla specialissima piccola area chiamata al-Rawda al-Nabawiyya (Il giardino del Profeta), che si estende dalla tomba di Maometto al suo minbar. I pellegrini che accedono alla Moschea con quella che è chiamata ziyāra (visita) - che il pensiero wahhabita, ufficiale nel regno saudita, non apprezza a causa del timore che una venerazione eccessiva per un uomo possa indebolire quella dovuta ad Allah) tendono a pregare nella al-Rawda, dal momento che una tradizione (che non ha alcuna ufficialità) afferma che le suppliche elevate a Dio da quel luogo non rimarranno inascoltate. Entrare nella al-Rawda non è sempre possibile (specialmente nel mese del Hajj), anche a causa della limitatezza di spazio che consente l'ingresso a pochissime centinaia di devoti. L'al-Rawda ha due piccoli accessi, presidiati da ufficiali della speciale polizia saudita che sovrintende regolarmente a tutti i riti religiosi a causa della appassionata devozione dei pellegrini che potrebbe facilmente tracimare in forme di eccessivo e rischioso eccitamento religioso. L'attuale pulpito marmoreo è stato costruito in età ottomana. L'al-Rawda al-Nabawiyya viene considerato diffusamente come una parte del Janna (paradiso).

## Ampliamento saudita della Moschea

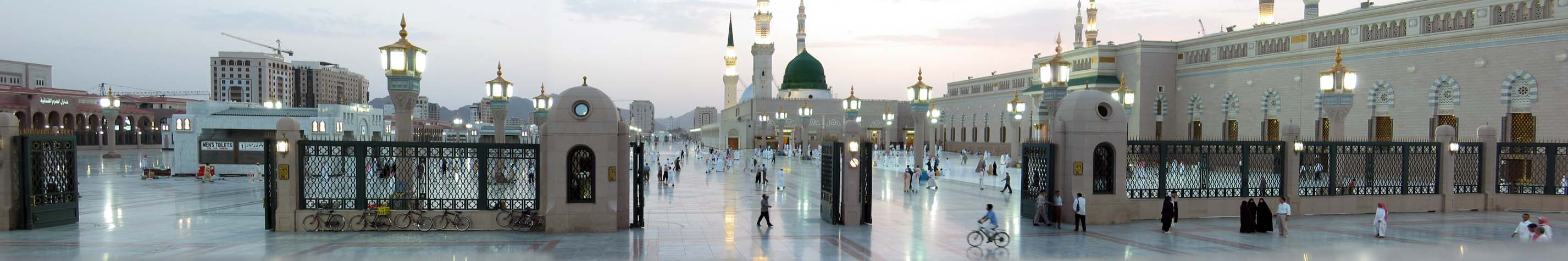
La moschea del Profeta al tramonto

La moschea originale non era molto grande, mentre oggi ha dimensioni davvero ragguardevoli. Dal 1925, dopo che Medina si arrese ai sauditi, la moschea è stata gradualmente ingrandita fino al 1955, quando furono avviati lavori estensivi e notevolmente innovatori. Le ultime modifiche sono state realizzate all'epoca del re Fahd e hanno consentito alla moschea di diventare un manufatto di particolare imponenza.
La moschea è sita in quello che tradizionalmente è sempre stato il centro della città di Medina, ed è ora attorniata da alberghi e centri di attività commerciale.